# Aleuropleurocelus acaudatus
Aleuropleurocelus acaudatus là một loài côn trùng cánh nửa trong họ Aleyrodidae, phân họ Aleyrodinae.
Aleuropleurocelus acaudatus được Drews & Sampson miêu tả khoa học đầu tiên năm 1958.